# ビッグスギのSTEP UPゴルフ
『ビッグスギのSTEP UPゴルフ』（ビッグスギのステップアップゴルフ）は、テレビ埼玉とその関連会社のテレビ埼玉プランニングが製作・放送していたゴルフのレッスン番組。
「ビッグ・スギ」の愛称を持つ杉本英世とその息子の杉本英樹のプロゴルファー親子が講師となり、日本国内外の名門コースを舞台にアマチュアゴルファーたちに技術指南していた。
番組は2019年3月28日放送分をもって終了した。全1090回。

## 出演者

### 講師
- 杉本英世
- 杉本英樹

### 歴代MC（司会者）
- 脇田美代[4]
- 木村雅子[5]
- 小林史子[6]
- 森田雪[7]

## ネット局と放送時間
2019年時点でのデータを記載。
| 放送対象地域 | 放送局       | 系列           | 放送日時           | 備考                              |
| ------------ | ------------ | -------------- | ------------------ | --------------------------------- |
| 埼玉県       | テレビ埼玉   | 独立放送局     | 木曜 22:00 - 22:29 | 製作局                            |
| 栃木県       | とちぎテレビ | 独立放送局     | 日曜 21:30 - 22:00 |                                   |
| 群馬県       | 群馬テレビ   | 独立放送局     | 金曜 22:30 - 22:58 |                                   |
| 千葉県       | 千葉テレビ   | 独立放送局     | 土曜 6:00 - 6:30   | 最終回は土曜 21:00 - 21:30 に放送 |
| 三重県       | 三重テレビ   | 独立放送局     | 月曜 23:20 - 23:50 |                                   |
| 山口県       | 山口放送     | 日本テレビ系列 | 土曜 5:30 - 5:59   |                                   |

## 番組DVD
- ビッグスギのSTEP UP ゴルフ テクニカルアドバイス特集
  - 第1巻：アプローチ編/バンカー・アプローチ編（2枚1セット）[15]
  - 第2巻：ドライバー・フェアウエイウッド・バンカー編/アプローチ編（2枚1セット）[15]
- 製作・発売元：テレビ埼玉プランニング